# 朴信惠
朴信惠（韩语：／ Park Shin-hye，1990年2月18日—），韓國女演員。因出演多部熱門電視劇，成為受觀眾歡迎的韓流明星之一。

## 演藝經歷
朴信惠在11歲的時候，得到師父李承桓的發掘並簽約為旗下藝人，簽約後拍攝的第一部作品為李承桓的MV《愛嗎》，2003年以拍攝李承桓的另一支MV《花》出道。2003下半年，拍攝第一部電視劇《天國的階梯》飾演崔智友童年角色小静書，首次接觸電視劇13歲的朴信惠，獲得當年SBS演技大賞的童星奬。
2006年與李莞在《天國的階梯》之後再次合作，拍攝韓日合拍劇《天國的樹》，以16歲的年紀成為迷你電視劇最年輕的女主角；同年在大銀幕出演《傳說中的故鄉》，首次擔任電影女主角。2007年6月至2008年6月，朴信惠被選為MBC綜藝節目《幻想的同桌》主持人，並在2007年MBC演藝大賞中得到女子新人MC獎。
2009年10月與張根碩、李洪基、鄭容和合作演出電視劇《原來是美男》，在劇中一人分飾雙胞胎兄妹，並憑此劇獲2009年SBS演技大賞新人賞。2010年3月，與宋仲基共同被選為11屆全州國際電影節宣傳大使；同年9月所主演的電影《大鼻子情聖：戀愛操作團》奪得第47屆百想藝術大賞電影部門女子人氣賞。
2011年6月主演電視劇《你為我著迷》，在拍攝期間發生車禍，最終劇集比原訂的16集減少一集播出，但憑此劇奪得2013年中國樂視影視盛典的亞洲人氣明星獎以及第48屆百想藝術大賞電視部門女子人氣獎。同年憑電影《七號房的禮物》勇奪第33屆韓國影評人協會最佳女配角獎以及第49屆百想藝術大賞電影部門女子人氣賞。
2013年10月主演金銀淑作品《欲戴王冠，必承其重－繼承者們》，因劇集大受歡迎，憑此劇先後奪得2013年SBS演技大賞的中篇女子優秀演技獎、中國2013年國劇盛典海外最受歡迎女演員獎以及美國第2屆DramaFever Awards最佳女主角等多個獎項。接著在2014年11月主演描述年輕社會部記者的電視劇《皮諾丘》，此劇在2014 SBS演技大獎中囊括多項獎項，以及美國第10屆 Soompi Awards最佳女主角獎 ；同年9月主演的電影《尚衣院》以85%的得票率蟬聯第51屆百想藝術大獎電影部門女子人氣賞以及愛奇藝明星獎，成為百想藝術大賞頒獎禮史上首位連續5年獲得人氣賞的演員。
2016年2月15日自中央大學戲劇電影學系畢業，取得學士學位，6月主演SBS醫學劇《Doctors》。2017年主演電影《沉默》，2018年12月搭檔玄彬主演電視劇《阿爾罕布拉宮的回憶》。2019年至2020年，朴信惠親身體驗動物瀕臨滅絕的悲傷現況，拍攝共5集的紀錄片《Humanimal》。
2021年2月搭檔曹承佑主演JTBC十周年特別企劃劇《西西弗斯：神话》，2024年與朴炯植續《繼承者們》之緣合作主演《低谷醫生》以及出演《來自地獄的法官》。

## 個人生活
朴信惠與崔泰俊在2017年交往、2018年公開認愛，2021年11月宣布婚訊並已懷有身孕的消息；2022年1月22日舉行非公開婚禮，同年5月底於首爾某醫院誕下一子。

## 影視作品

### 劇集
| 年份   | 首播日期 | 平台 | 劇名                               | 角色               | 備註               |
| 2003年 | 12月3日  | SBS  | 天國的階梯                         | 韓靜書             | 少年時期           |
| 2004年 | 1月7日   | MBC  | 男生女生向前走4                    | 信惠               | 特別出演 EP73      |
| 2004年 | 2月22日  | KBS  | Drama City單元劇—等待第一班車      | 英蘭               | 童年時期 特別出演  |
| 2004年 | 10月11日 | SBS  | 你並不孤單                         | 安信惠             |                    |
| 2004年 | 12月24日 | MBC  | 最佳劇場—貝瑞 聖誕快樂             | 始恩               |                    |
| 2005年 | 2月10日  | KBS  | 新手爸爸29歲                       | 宋多仁             |                    |
| 2005年 | 2月28日  | SBS  | 可愛或者瘋了                       | 朴信惠             |                    |
| 2005年 | 3月4日   | MBC  | 最佳劇場—美好的一天                | 熙京               |                    |
| 2005年 | 7月2日   | KBS  | Drama City單元劇—長腿叔叔          | 姜時英             |                    |
| 2006年 | 1月7日   | KBS  | 首爾1945                           | 崔锦姬             | 特別出演 EP2-4     |
| 2006年 | 2月8日   | SBS  | 天國的樹                           | 廣瀨河娜           | 日韓合作           |
| 2006年 | 4月10日  | MBC  | 彩虹羅曼史                         | 信惠               | 特別出演 EP117     |
| 2007年 | 1月10日  | MBC  | 宮S                                | 申世苓             |                    |
| 2007年 | 5月30日  | KBS  | 讓我們幸福的幾個問題               | 賢智               |                    |
| 2007年 | 8月18日  | MBC  | 只有愛                             | 張思雅             |                    |
| 2008年 | 2月1日   | SBS  | 飛天舞                             | 阿利水             |                    |
| 2009年 | 10月7日  | SBS  | 原來是美男                         | 高美男／高美女     |                    |
| 2010年 | 3月10日  | MBC  | 穿透屋頂的High Kick                | 15年後的鄭海莉     | 特別出演 EP119     |
| 2010年 | 8月26日  | SBS  | 我的女友是九尾狐                   | 高美女             | 特別出演 EP6       |
| 2011年 | 6月19日  | GTV  | 旋風管家                           | 三千院芷／三千院靜 | 與臺灣八大電視合拍 |
| 2011年 | 6月29日  | MBC  | 你為我著迷                         | 李葵媛             |                    |
| 2012年 | 7月15日  | KBS  | Drama Special獨幕劇—別擔心，是女鬼 | 金妍花             |                    |
| 2012年 | 11月5日  | SBS  | 電視劇帝王                         | 女演員             | 特別出演 EP1       |
| 2013年 | 1月7日   | tvN  | 鄰家花美男                         | 高獨美             |                    |
| 2013年 | 5月12日  | GTV  | 原來是美男（臺灣版）               | 教堂女孩           | 特別出演 EP1       |
| 2013年 | 10月9日  | SBS  | 繼承者們                           | 車恩尚             |                    |
| 2014年 | 11月12日 | SBS  | 皮諾丘                             | 崔仁荷             |                    |
| 2016年 | 4月27日  | SBS  | 戲子                               | 朴代理             | 特別出演 EP3       |
| 2016年 | 6月20日  | SBS  | Doctors                            | 劉慧靜             |                    |
| 2016年 | 7月2日   | SBS  | 評價女王                           | 便利商店店員       | 特別出演 EP8       |
| 2017年 | 10月23日 | SBS  | 愛情的溫度                         | 劉慧靜             | 特別出演           |
| 2018年 | 12月1日  | tvN  | 阿爾罕布拉宮的回憶                 | 鄭熙珠／EMMA       |                    |
| 2021年 | 2月17日  | JTBC | 薛西弗斯的神話                     | 姜瑞海             |                    |
| 2024年 | 1月27日  | JTBC | 低谷醫生                           | 南荷娜             |                    |
| 2024年 | 9月21日  | SBS  | 來自地獄的法官                     | 姜光娜             | [ 13 ]             |
| 2026年 | 待公布   | tvN  | Miss Undercover Boss               |                    |                    |

### 電影
| 年份   | 上映日期 | 電影名稱               | 角色         | 備註                                  |
| 2006年 | 4月27日  | 蜥蜴                   | 病患         | 客串                                  |
| 2007年 | 5月23日  | 傳說中的故鄉           | 素妍／孝珍   |                                       |
| 2010年 | 9月16日  | 大鼻子情聖：戀愛操作團 | 敏英         |                                       |
| 2011年 | 6月23日  | 珍貴日子的夢想         | 吳伊莨       | 動畫配音                              |
| 2013年 | 1月23日  | 7號房的禮物            | 妍思（成年） |                                       |
| 2014年 | 12月24日 | 尚衣院                 | 王妃         |                                       |
| 2015年 | 8月20日  | 愛上變身情人           | 金禹鎮       | 70多名演員飾演一角                    |
| 2016年 | 11月23日 | 哥哥                   | 李秀賢       |                                       |
| 2017年 | 11月2日  | 沉默                   | 崔熙靜       |                                       |
| 2020年 | 6月24日  | ＃活下來               | 宥彬         |                                       |
| 2020年 | 11月27日 | 聲命線索               | 書妍         | 因COVID-19無法上映改由Netflix全球上線 |

### 微電影
| 年份   | 上映日期 | 電影名稱                 | 角色 | 備註                                   |
| 2012年 | 3月21日  | 等待張俊煥               |      | 第二屆olleh智慧型手機 電影節閉幕微電影 |
| 2013年 | 4月30日  | 愛情的剪刀石頭布         | 銀熙 | Kolon Sport 40週年 特別企劃微電影      |
| 2014年 | 3月31日  | Dream Journey In Jeju    |      | 樂天免稅店微電影廣告                   |
| 2015年 | 3月14日  | Long-Distance Love異地戀 | 信惠 | RAPIDO運動品牌微電影廣告               |
| 2015年 | 6月30日  | 旅行 是詩作              | 信惠 | 樂天免稅店微電影廣告                   |

### MV
| 年份   | 發行日期 | 歌曲               | 專輯名稱                                       |
| 2001年 | 12月1日  | 愛嗎               | 李承桓7輯《Egg：Sunny Side-Up》                |
| 2003年 | 3月1日   | 花                 | 李承桓《His Ballad II》                        |
| 2004年 | 5月18日  | 假的情歌           | Fortune Cookie 1輯《The Beginning Of Fortune》 |
| 2004年 | 10月8日  | 最後的問候         | 李承桓8輯《Karma》                             |
| 2004年 | 10月8日  | 問自己             | 李承桓8輯《Karma》                             |
| 2006年 | 4月13日  | 信                 | 金鐘國4輯《第四封信》                          |
| 2006年 | 11月11日 | 健全和解歌謠       | 李承桓9輯《Hwantastic》                        |
| 2008年 | 2月4日   | 撒嬌               | 45RPM 2輯《HIT POP》                           |
| 2009年 | 1月15日  | Call Me            | Taegoon《1st Mini Album》                      |
| 2009年 | 5月13日  | Super Star         | Taegoon《Rising Star》                         |
| 2012年 | 3月6日   | 戀愛時代（日文版） | 李昇基第一張日文單曲《戀愛時代》               |
| 2012年 | 3月6日   | 是朋友啊（日文版） | 李昇基第一張日文單曲《戀愛時代》               |
| 2013年 | 1月23日  | 橡皮擦             | 蘇志燮《6點...運動場》                         |
| 2014年 | 6月11日  | My Dear            | 朴信惠《My Dear(花)》                          |
| 2015年 | 11月18日 | Insensible         | 李洪基1st Mini Album《FM302》                  |
| 2017年 | 3月14日  | 希望               | 鄭俊日3st Album《更美好的事物》                |
| 2021年 | 1月12日  | Free Flight        | Dvwn《自由飛行》                               |

## 音樂作品

### 電視劇＆電影原聲帶
| 發行日期 | 發行日期 | 歌名             | 作品                   |
| 2009年   | 10月14日 | 默默無語         | 原來是美男             |
| 2009年   | 10月14日 | Lovely Day       | 原來是美男             |
| 2009年   | 10月14日 | 依然             | 原來是美男             |
| 2010年   | 9月7日   | 原來就是你       | 大鼻子情聖：戀愛操作團 |
| 2011年   | 6月29日  | 相愛的那天       | 你為我著迷             |
| 2013年   | 2月4日   | 漆黑             | 鄰家花美男             |
| 11月7日  | Story    | 繼承者們         |                        |
| 2014年   | 12月11日 | 愛情如雪         | 皮諾丘                 |
| 2014年   | 12月31日 | 所謂回憶可比愛情 | 別擔心，是女鬼         |
| 2015年   | 1月15日  | 做夢             | 皮諾丘                 |

### 單曲
| 發行日期 | 發行日期 | 歌名                               | 專輯名稱                       |
| 2007年   | 7月11日  | Jingle ha-day（Feat.45RPM）        | 李承桓《Mallang》              |
| 2010年   | 5月25日  | Wonderful Day                      | 李承桓10輯《Dreamizer》        |
| 2013年   | 11月15日 | 你離開了我還在（Feat.Mamamoo華莎） | Standing Egg《你離開了我還在》 |
| 2014年   | 4月1日   | 胳膊枕                             | 朴信惠《胳膊枕》               |
| 2014年   | 6月11日  | My Dear（花）（Feat.龍俊亨）       | 朴信惠《My Dear（花）》        |
| 2015年   | 2月4日   | 完美                               | SALTNPAPER《完美》             |

## 主持＆綜藝節目

### 主持
| 日期                         | 日期                         | 節目                              | 合作藝人       |
| 2004年10月31日—2005年2月27日 | 2004年10月31日—2005年2月27日 | SBS《人氣歌謠》VJ                 | 金烔完、韓藝瑟 |
| 2007年5月27日—2008年6月29日  | 2007年5月27日—2008年6月29日  | MBC《幻想的同桌》                 | 金濟東、吳尚津 |
| 2009年                       | 12月14日                     | MelOn Music Awards頒獎典禮—第二部 | 張根碩         |
| 2009年                       | 12月30日                     | SBS歌謠大戰                       | 金希澈、鄭容和 |
| 2011年                       | 10月3日                      | 慶州韓流夢想演唱會                | 玉澤演、崔珉豪 |
| 2011年                       | 11月24日                     | MelOn Music Awards頒獎典禮        | 利特、尹斗俊   |
| 2012年                       | 10月18日                     | K-Pop Paradise in Okinawa         | 李昇基         |
| 2014年                       | 12月31日                     | SBS演技大賞                       | 李輝才、朴瑞俊 |

### 綜藝
| 播出時間 | 播出時間      | 電視台 | 節目名稱                                        |
| 2018年   | 4月6日—6月8日 | tvN    | 《森林裡的小屋》固定主持（與蘇志燮）            |
| 2020年   | 1月6日—30日   | MBC    | 記錄片《Humanimal》（與金宇彬、柳海真、柳承龍） |

## 演唱會、粉絲見面會
| 日期   | 日期     | 所在地 | 名稱                                           |
| 2010年 | 6月26日  | 東京   | 原來是美男 Presents 1st 粉絲見面會（與張根碩） |
| 2010年 | 10月2日  | 臺北   | A.N.Show（與張根碩）                           |
| 2012年 | 2月18日  | 首爾   | City of Angel, Angel's Birth 粉絲見面會        |
| 2012年 | 2月24日  | 東京   | City of Angel, Angel's Birth 粉絲見面會        |
| 2012年 | 7月16日  | 東京   | 《你為我著迷》粉絲見面會（與鄭容和）           |
| 2013年 | 2月17日  | 首爾   | 生日派對暨運動會                               |
| 2013年 | 3月16日  | 馬尼拉 | Kiss of Angel 亞洲巡迴粉絲見面會               |
| 2013年 | 3月24日  | 東京   | Kiss of Angel 亞洲巡迴粉絲見面會               |
| 2013年 | 5月18日  | 上海   | Kiss of Angel 亞洲巡迴粉絲見面會               |
| 2013年 | 6月29日  | 曼谷   | Kiss of Angel 亞洲巡迴粉絲見面會               |
| 2013年 | 12月21日 | 東京   | 朴信惠的聖誕特別禮物                           |
| 2014年 | 2月15日  | 首爾   | 生日派對                                       |
| 2014年 | 5月1日   | 紐約   | Story Of Angel 世界巡迴粉絲見面會              |
| 2014年 | 7月19日  | 大阪   | Story Of Angel 世界巡迴粉絲見面會              |
| 2014年 | 7月20日  | 東京   | Story Of Angel 世界巡迴粉絲見面會              |
| 2014年 | 7月26日  | 上海   | Story Of Angel 世界巡迴粉絲見面會              |
| 2014年 | 8月2日   | 重慶   | Story Of Angel 世界巡迴粉絲見面會              |
| 2014年 | 8月3日   | 深圳   | Story Of Angel 世界巡迴粉絲見面會              |
| 2014年 | 8月9日   | 長沙   | Story Of Angel 世界巡迴粉絲見面會              |
| 2014年 | 8月10日  | 北京   | Story Of Angel 世界巡迴粉絲見面會              |
| 2014年 | 9月14日  | 臺北   | Story Of Angel 世界巡迴粉絲見面會              |
| 2014年 | 9月20日  | 曼谷   | Story Of Angel 世界巡迴粉絲見面會              |
| 2014年 | 9月23日  | 濟州島 | 樂天免稅店朴信惠的Lovely Day粉絲見面會         |
| 2015年 | 2月14日  | 首爾   | 生日派對                                       |
| 2015年 | 3月15日  | 東京   | Park Shin Hye White Day Party                  |
| 2015年 | 3月15日  | 東京   | Dream of Angel 亞洲巡迴粉絲見面會              |
| 2015年 | 3月28日  | 上海   | Dream of Angel 亞洲巡迴粉絲見面會              |
| 2015年 | 6月13日  | 香港   | Dream of Angel 亞洲巡迴粉絲見面會              |
| 2015年 | 8月16日  | 臺北   | Dream of Angel 亞洲巡迴粉絲見面會              |
| 2015年 | 8月29日  | 深圳   | Dream of Angel 亞洲巡迴粉絲見面會              |
| 2015年 | 9月12日  | 成都   | Dream of Angel 亞洲巡迴粉絲見面會              |
| 2017年 | 6月10日  | 香港   | Flower of Angel 亞洲巡迴粉絲見面會             |
| 2017年 | 7月1日   | 臺北   | Flower of Angel 亞洲巡迴粉絲見面會             |
| 2017年 | 7月28日  | 馬尼拉 | Flower of Angel 亞洲巡迴粉絲見面會             |
| 2017年 | 11月5日  | 東京   | Flower of Angel 亞洲巡迴粉絲見面會             |
| 2017年 | 7月21日  | 新加坡 | 夢妝新加坡見面會                               |
| 2019年 | 5月11日  | 東京   | Voice of Angel 粉絲見面會                      |
| 2024年 | 4月20日  | 臺北   | Memory of Angel 亞洲巡迴粉絲見面會             |
| 2025年 | 5月3日   | 臺北   | HYE, TALK 亞洲巡迴粉絲見面會                   |

## 獎項紀錄
| 年度   | 頒獎典禮                     | 獎項                               | 作品                   | 結果 |
| 2003年 | 第10屆SBS演技大賞            | 童星獎                             | 天國的階梯             | 獲獎 |
| 2007年 | 第7屆MBC演藝大賞             | 女子MC新人賞                       | 幻想的同桌             | 獲獎 |
| 2008年 | 第44屆百想藝術大獎           | 電視部門 女子新人演技獎            | 只有愛                 | 提名 |
| 2008年 | 第44屆百想藝術大獎           | 電視部門 女子人氣獎                | 只有愛                 | 提名 |
| 2009年 | 第16屆SBS演技大賞            | New Star賞                         | 原來是美男             | 獲獎 |
| 2010年 | 第8屆大韓民國電影大賞        | 最佳女配角                         | 大鼻子情聖：戀愛操作團 | 提名 |
| 2011年 | 第47屆百想藝術大獎           | 電影部門 女子人氣賞                | 大鼻子情聖：戀愛操作團 | 獲獎 |
| 2011年 | 第1屆樂視影視盛典            | 亞洲人氣明星獎                     | 你為我著迷             | 獲獎 |
| 2012年 | 第48屆百想藝術大獎           | 電視部門 女子人氣賞                | 你為我著迷             | 獲獎 |
| 2012年 | 第26屆KBS演技大賞            | 單幕劇女子優秀演技賞               | 別擔心，是女鬼         | 獲獎 |
| 2013年 | 第49屆百想藝術大獎           | 電影部門 女子配角獎                | 7號房的禮物            | 提名 |
| 2013年 | 第49屆百想藝術大獎           | 電影部門 女子人氣獎                | 7號房的禮物            | 獲獎 |
| 2013年 | 第33屆韓國電影評論家協會     | 最佳女配角                         | 7號房的禮物            | 獲獎 |
| 2013年 | 第17屆富川國際幻想電影節     | 人氣賞                             | 7號房的禮物            | 獲獎 |
| 2013年 | 第20屆SBS演技大賞            | 中篇電視劇女子優秀演技獎           | 繼承者們               | 獲獎 |
| 2013年 | 第20屆SBS演技大賞            | 最佳情侶賞（與李敏鎬）             | 繼承者們               | 獲獎 |
| 2013年 | 第20屆SBS演技大賞            | 人氣獎                             | 繼承者們               | 提名 |
| 2013年 | 第20屆SBS演技大賞            | 十大明星獎                         | 繼承者們               | 獲獎 |
| 2013年 | 第13屆 Korean Updates Awards | 最佳女演員                         | 繼承者們               | 獲獎 |
| 2013年 | 第13屆 Korean Updates Awards | 最喜愛情侶獎（與李敏鎬）           | 繼承者們               | 獲獎 |
| 2013年 | 第5屆國劇盛典                | 海外最受歡迎女演員                 | 繼承者們               | 獲獎 |
| 2014年 | 第50屆百想藝術大獎           | 電視部門 女子人氣賞                | 繼承者們               | 獲獎 |
| 2014年 | 第2屆亞洲彩虹獎電視頒獎禮    | 最佳女主角                         | 繼承者們               | 提名 |
| 2014年 | 第2屆亞洲彩虹獎電視頒獎禮    | 優秀電視劇女主角                   | 繼承者們               | 獲獎 |
| 2014年 | 第3屆APAN Star Awards        | 中篇女子優秀演技獎                 | 繼承者們               | 獲獎 |
| 2014年 | 第1屆韓國電影演員KSTAR賞     | 人氣賞                             | 繼承者們               | 獲獎 |
| 2014年 | 第2屆DramaFever Awards       | 最佳女主角                         | 繼承者們               | 獲獎 |
| 2014年 | 第2屆DramaFever Awards       | 最遺憾情侶賞（與金宇彬）           | 繼承者們               | 獲獎 |
| 2014年 | 第2屆DramaFever Awards       | 最佳情侶獎（與李敏鎬）             | 繼承者們               | 獲獎 |
| 2014年 | 第21屆SBS演技大賞            | 中篇電視劇女子最優秀演技賞         | 皮諾丘                 | 獲獎 |
| 2014年 | 第21屆SBS演技大賞            | 最佳情侶賞（與李鍾碩）             | 皮諾丘                 | 獲獎 |
| 2014年 | 第21屆SBS演技大賞            | 十大明星賞                         | 皮諾丘                 | 獲獎 |
| 2014年 | 第21屆SBS演技大賞            | Galaxy Note Edge人氣賞             | 皮諾丘                 | 提名 |
| 2015年 | 第10屆 Soompi Awards         | 最佳女主角                         | 皮諾丘                 | 獲獎 |
| 2015年 | 第51屆百想藝術大獎           | 電視部門 女子最優秀演技獎          | 皮諾丘                 | 提名 |
| 2015年 | 第51屆百想藝術大獎           | 合作媒體人氣獎                     | 皮諾丘                 | 獲獎 |
| 2015年 | 第51屆百想藝術大獎           | 電影部門 女子人氣獎                | 尚衣院                 | 獲獎 |
| 2015年 | 第6屆大韓民國大眾文化藝術賞  | 國務總理表揚獎                     | 尚衣院                 | 獲獎 |
| 2016年 | 第1屆Asia Artist Awards      | 最佳女演員                         | Doctors                | 獲獎 |
| 2016年 | 第9屆韓國電視劇節            | 演技大賞                           | Doctors                | 提名 |
| 2016年 | 第9屆韓國電視劇節            | 女子最優秀賞                       | Doctors                | 提名 |
| 2016年 | 第5屆APAN Star Awards        | 中篇女子優秀演技獎                 | Doctors                | 提名 |
| 2016年 | 第23屆SBS演技大賞            | 幻想及體裁類電視劇女子最優秀演技賞 | Doctors                | 獲獎 |
| 2016年 | 第23屆SBS演技大賞            | 最佳情侶賞（與金來沅）             | Doctors                | 提名 |
| 2016年 | 第23屆SBS演技大賞            | 十大明星獎                         | Doctors                | 獲獎 |
| 2016年 | 第23屆SBS演技大賞            | 韓流明星賞                         | Doctors                | 提名 |
| 2017年 | 第53屆百想藝術大獎           | 電視部門 女子最優秀演技獎          | Doctors                | 提名 |
| 2017年 | 第53屆百想藝術大獎           | 電視部門 女子人氣獎                | Doctors                | 提名 |
| 2017年 | 第2屆Asia Artist Awards      | Asia Icon賞                        | Doctors                | 獲獎 |
| 2018年 | 第54屆百想藝術大獎           | 電視部門 女子人氣獎                | 沉默的目擊者           | 提名 |
| 2019年 | 第55屆百想藝術大獎           | 電視部門 女子人氣獎                | 阿爾罕布拉宮的回憶     | 提名 |
| 2019年 | 第12屆韓國電視劇節           | 女子最優秀賞                       | 阿爾罕布拉宮的回憶     | 提名 |
| 2024年 | 第15屆韓國電視劇節           | 最佳情侶獎（與朴炯植）             | 低谷醫生               | 提名 |
| 2024年 | 第31屆SBS演技大賞            | PD獎                               | 來自地獄的法官         | 獲獎 |
| 2024年 | 第31屆SBS演技大賞            | 最佳情侶獎（與金宰永）             | 來自地獄的法官         | 獲獎 |
| 2024年 | 第10屆APAN Star Awards       | 中篇連續劇 女子優秀演技獎          | 來自地獄的法官         | 提名 |

## 外部連結
- 朴信惠的新浪微博
- 朴信惠的Instagram帳戶
- 日本官方網站 （页面存档备份，存于）
- 朴信惠在互联网电影资料库（IMDb）上的資料（英文）
- 朴信惠在Daum上的资料
- 朴信惠在时光网上的簡介（简体中文）
- 朴信惠在豆瓣上的资料（简体中文）